# عبد الرزاق المقرم
السيد عبد الرزاق المقرَّم (1316 هـ - 1391 هـ). هو رجل دين ومؤلِّف شيعي عراقي، مشهور بتأليفه كتاب مقتل الحسين والمعروف بعنوان مقتل المقرَّم، وله مؤلَّفات عديدة أخرى، تُرجم بعضها إلى الإنجليزية والفارسية.

## اسمه ونسبه
هو عبد الرزاق بن محمد بن عباس بن حسن بن قاسم بن حسون بن حسين بن كمال الدين بن سعيد بن حسن  المقرم وإليه يرجع لقب المقرم بن سعيد بن ثابت بن يحيى بن دويس الأول بن عاصم بن حسن بن محمد بن علي بن سالم بن علي بن صبرة بن موسى بن علي بن جعفر بن موسى الكاظم بن جعفر الصادق بن محمد الباقر بن علي السجاد بن الحسين بن علي بن أبي طالب.

## حياته
ولد السيد في سنة 1316 هـ في النجف في بيت علم وسيادة. و توفي في مدينة النجف في السابع عشر من محرم الحرام سنة 1391هـ الموافق 1971م.

## أساتذته
- الشيخ محمد جواد البلاغي.
- الميرزا حسين النائيني.
- الشيخ محمد حسين الأصفهاني.
- الشيخ ضياء الدين العراقي.
- السيد أبو القاسم الخوئي.
- الشيخ محمد رضا آل كاشف الغطاء.
- السيد محسن الحكيم.
- السيد أبو الحسن الاصفهاني.
- الشيخ عبد الرسول الجواهري.
- الشيخ حسين الحلي.[2]

## مؤلفاته
- كتاب الصديقة الزهراءعليها السلام.
- كتاب الإمام السبط المجتبى.
- كتاب الإمام زين العابدين.
- كتاب الإمام الرضا.
- كتاب الإمام الجواد.
- كتاب العبّاس بن علي.
- كتاب مقتل الإمام الحسين ( أو حديث كربلاء ).
- كتاب السيدة سكينة عليها السلام.
- كتاب زيد الشهيد.
- كتاب يوم الأربعين عند الحسين.
- كتاب تنزيه المختار الثقفي.
- كتاب سرّ الإيمان في الشهادة الثالثة في الأذان.
- كتاب محاضرات في الفقه الجعفري.
- حاشية على كفاية الأصول.
- حاشية على المكاسب للشيخ الأنصاري.
- كتاب نوادر الآثار.
- كتاب يوم الغدير.[3]